# 里岩金氏碉楼
里岩金氏碉楼是一座位于中华人民共和国浙江省玉环市（县级市，由台州市代管）的碉楼，坐落在该市的龙溪镇山外张村。

## 简介
与浙江省文物保护单位玉环碉楼群不同，这座碉楼并非民国时期所建，而是建于清朝，为金家自卫防御之用，门口朝西。占地面积33.6平方米，共两层，上宽下敛，石木结构。墙体用石块垒砌而成，坚固厚实，分布有多处设计孔和观察用窗户。小青瓦两面坡顶。